# Åsa Lundmark
Åsa Maria Lundmark född 13 juli 1973 är en handbollsspelare som avslutat sin karriär. Som aktiv spelade hon som vänstersexa.

## Klubbkarriär
Åsa Lundmarks elitkarriär inleddes i IK Sävehof där hon spelade säsongen 1992–1993 och vann SM-guld, hennes största merit i karriären. Hon landskampsdebuterade 1992 då hon spelade för IK Sävehof. Hon spelade sedan kvar i Sävehof till 1996. Sista säsongen i Sävehof placerade hon sig som 13:e i skytteliga med 122 mål.
1996–1999 representerade Åsa Lundmark klubben HF Norrköping som 1997 vann division 1 södra och via allsvenskan tog sig till Elitserien 1997–1998. Man klarade sig kvar genom allsvenskan men året efter 1998–1999 blev HF Norrköping degraderade och Åsa Lundmark valde att spela för Sävsjö HK.
1999–2000 spelade Åsa Lundmark för 1990-talets storklubb i svensk handboll Sävsjö HK. Klubben hade vunnit SM-guld säsongen före men inte år 2000 då man besegrades av IK Sävehof i semifinalen. Åsa Lundmark placerade sig på 17 plats i skytteligan med 98 mål
2000 blev Åsa proffs i danska klubben Horsens HK. Hon hade då Theresa Claesson och Sara Holmgren som klubbkamrater Horsens HK. Efter två år som proffs återvände Åsa Lundmark till svensk handboll och var 2002 till 2005 spelande tränare i Norrköpings Kvinnliga IK. 2005–2006 var hon enbart tränare och året efter tog hon plats i styrelsen för Norrköpings Kvinnliga IK.

## Landslagskarriär
I ungdomslandslaget spelade Lundmark 38 matcher och gjorde 85 mål åren 1991–1993. Åsa Lundmark gjorde 4 mål i sin landslagsdebut 17 september 1992 mot Litauen 2 i Panevezys. Åsa Lundmark spelade sedan 88 A-landskamper 1992–2002 och stod för 215 mål med ett målsnitt på 2,44 per match enligt SHF:s spelarstatistik. Enligt tidigare uppgifter i handbollsboken var det bara 86 landskamper. Åsa Lundmark spelade som vänstersexa i landslaget i VM 2001 där damlandslaget gjorde succé. Åsa Lundmark spelade sedan inte fler mästerskapsturneringar i landslaget. Sista landskampen spelade hon mot Spanien i Las Palmas den 26 maj 2002 då Åsa gjorde sina tre sista landskampsmål för Sverige. Åsa främsta kvalitéer var att hon var en duktig passnings- och kontringsspelare.